# نیو برایتن (مینه‌سوتا)
نیو برایتن، مینه‌سوتا (به انگلیسی: New Brighton, Minnesota) یک شهر در ایالات متحده آمریکا است که در شهرستان رامسی واقع شده‌است.

## خصوصیات
نیو برایتن ۱۸٫۲۹ کیلومترمربع مساحت و ۲۱٬۴۵۶ نفر جمعیت دارد و ۲۶۸ متر بالاتر از سطح دریا واقع شده‌است.